# Czene Attila
Czene Attila (Szeged, 1974. június 20. –) magyar olimpiai bajnok úszó.

## Sportpályafutása

### –1992
1980-ban kezdett el úszni Szegeden, a Szeol versenyzőjeként. Utánpótlás versenyzőként első országos sikereit 1985-ben érte el gyors- és hátúszó számokban. Egy év múlva, korosztályában 7 bajnoki címet szerzett, ekkor már a vegyes számokban is a legjobbnak bizonyult. 1988-ban a gyulai IBV-n aranyérmet szerzett 4 × 100 méter gyorsváltóban, a hátúszószámokban pedig ezüstérmes lett. Még serdülő versenyzőként, 1989-ben szerezte első felnőtt bajnoki címét 4 × 100 méteres vegyes váltóban. Ugyanebben az évben 1 arany és 4 ezüstérmet nyert a lipcsei IBV-n.
1990-ben indult a dunkerque-i ifjúsági Európa-bajnokságon, ahol 100 méter háton 5., 200 méter háton 9., a 4 × 100 méteres vegyes váltóval hatodik lett. A decemberi felnőtt bajnokságon minden éremfajtából kettőt szerzett. Teljesítményével bekerült a perthi világbajnokságon induló csapatba.
Az 1991-ben rendezett vb-n 200 vegyesen 10., 100 háton 13., 200 háton 19. lett. Az áprilisában a Újpestből a Budapesti Rendészeti Sportegyesülethez igazolt. Az antwerpeni ifi Eb-re esélyesként utazott, de egy vírusos betegség miatt nem tudott elindulni a versenyen. Az athéni felnőtt Eb-n 200 vegyesen ötödik, 100 háton nyolcadik lett.
Az 1992-es országos bajnokságon 7 aranyérmet (200 és 400 vegyes, 200 pillangó, 200 gyors országos csúccsal, 4 × 100 és 4 × 200 gyorsváltó, 4 × 100 vegyes váltó) szerzett. A barcelonai olimpián 400 méter vegyesen éppen bejutott a B-döntőbe. Végül 9. helyezett lett. 200 vegyesen ötödikként került a döntőbe. A fináléban sokáig vezette a mezőnyt, de végül az egyéni csúcsa a harmadik helyhez volt elegendő.

### 1993–1996
1993 júniusában a OTP Sport Plusz SE-be igazolt. Az országos bajnokságon 200 méter gyorson tudott nyerni. A sheffieldi Eb-n bemelegítésként 200 méter gyorson lett 10. helyezett. 200 vegyesen a legjobb idővel jutott a döntőben, de a fináléban egyéni legjobbja az ezüstérmet jelentette számára. Az 1994-es ob-n négy aranyérmet nyert, ebből 50 méter gyorson országos csúccsal. A szeptemberi, római világbajnokságon a 200 méter gyors döntőjében országos csúcsot úszott és hatodik lett. 100 gyorson az előfutamban és a B-döntőben is országos csúcsot úszott és végül 10. helyen zárt. 200 méter vegyesen és a 4 × 100 méteres vegyes váltóban bronzérmet szerzett.
Az 1995-ös magyar bajnokságon 12 számban indult és mindegyikben megszerezte a bajnoki címet (50 és 200 méter gyorson országos csúccsal). A bécsi Európa-bajnokságon 200 méter gyorson 8. lett. A döntőre Czene késéssel érkezett, csak a versenyzők bemutatása alatt ért a medencéhez. A közjáték rányomta bélyegét a versenyzésére. Az ob-n elért csúcsával (melytől 3 másodperccel maradt el) dobogós lett volna. 100 gyorson is döntőbe került, ahol hetedik helyen végzett. 200 vegyesen elsőként került a döntőbe, ahol ezüstérmes lett. A 4 × 100 méteres gyorsváltóval 8., a vegyes váltóval második lett.
Az 1996-os ob-n csak a hatodik napon tudott indulni, mert a verseny előtt a térdét beverte, amely nem volt sportolásra alkalmas állapotban. Így csak a 200 méteres vegyesúszásban és 4 × 100 méteres vegyes váltóban lett bajnok. Az olimpián 200 gyorson a 20., 200 pillangón 9. lett. 200 vegyesen hetedikként jutott a döntőbe, ahol az egyes pályát kapta. A döntőben egyéni csúccsal és olimpiai rekorddal megszerezte a bajnoki címet. Életében első alkalommal került 2 perc alá a 200 vegyesen elért ideje. A vegyes váltóban csak a döntőben szerepelt, ahol hatodik lett. Szeptemberben bekerült a Magyar Úszó Szövetség elnökségébe. Decemberben Rózsa Norberttel együtt megválasztották az év úszójának. Az év sportolója szavazáson a második lett.

### 1997–2000
Az 1997-es Európa-bajnokságon nem indult, a decemberi ob-n 5 versenyszámot nyert meg. Az 1998-as, perthi vb-n 100 méter gyorson 32. lett. 200 vegyesen csak a B-döntőbe jutott és összesítésben 9. helyezést ért el. A 4 × 100 méteres vegyes váltóval bronzérmet szerzett. Júliusban a 2000-es olimpiáig tartó szerződést kötött a Sport Plusz SE-hez. Az 1998-as ob-n csak váltószámokban indult. Egy évvel később 200 vegyesen lett magyar bajnok. Az isztambuli Eb-n 200 vegyesen 6. lett.
2000-ben az USA-ba költözött, hogy egyetemre járjon. Márciusban az Arizona Egyetem színeiben versenyezve beállította Jani Sievinen 200 méter vegyesen, rövidpályán tartott világcsúcsát. A májusi ob-re nem tért haza Amerikából. Az olimpián a 4 × 200 méteres gyorsváltóval, új országos csúccsal 10. lett. 200 vegyesen negyedik helyen ért célba. Az esztendő végén ismét elnyerte az év úszója címet.

### Eredményei

#### Magyar bajnokság
|                  | 1989 | 1990 | 1991 | 1992 | 1993 | 1994 | 1995 | 1996 | 1997 | 1998 | 1999 |
| ---------------- | ---- | ---- | ---- | ---- | ---- | ---- | ---- | ---- | ---- | ---- | ---- |
| 50 m gyors       |      |      |      |      |      | 1.   | 1.   |      |      |      |      |
| 100 m gyors      |      |      |      | 2.   | 2.   | 1.   | 1.   |      |      |      |      |
| 200 m gyors      |      | 5.   |      | 1.   | 1.   | 1.   | 1.   |      |      |      |      |
| 400 m gyors      |      | 5.   |      |      | 5.   |      | 1.   |      | 1.   |      |      |
| 1500 m gyors     |      |      |      |      |      |      | 1.   |      |      |      |      |
| 100 m hát        |      | 3.   |      |      |      |      |      |      |      |      |      |
| 200 m hát        |      | 2.   |      |      |      |      |      |      |      |      |      |
| 50 m mell        |      |      |      |      |      |      |      |      |      |      | 5.   |
| 100 m pillangó   |      |      |      |      |      |      | 1.   |      |      |      |      |
| 200 m pillangó   |      | 2.   |      | 1.   | 4.   |      | 1.   |      |      |      |      |
| 200 m vegyes     |      | 2.   |      | 1.   | 2.   | 1.   | 1.   | 1.   | 1.   |      | 1.   |
| 400 m vegyes     |      | 3.   | 3.   | 1.   | 2.   |      | 1.   |      | 2.   |      |      |
| 4 × 100 m gyors  |      | 1.   |      | 1.   |      |      | 1.   |      | 1.   | 2.   | 1.   |
| 4 × 200 m gyors  |      |      |      | 1.   |      |      | 1.   |      | 1.   |      | 2.   |
| 4 × 100 m vegyes | 1.   | 1.   | 1.   | 1.   |      |      | 1.   | 1.   | 1.   | 1.   | 1.   |

### Rekordjai
50 m gyors
- 23,48 (1994. augusztus 6., Budapest) országos csúcs
- 23,36 (1995. július 22., Budapest) országos csúcs

100 m gyors
- 50,60 (1994. szeptember 7., Róma) országos csúcs
- 50,23 (1994. szeptember 7., Róma) országos csúcs

200 m gyors
- 1:50,13 (1992. június 21., Budapest) országos csúcs
- 1:49,21 (1994. szeptember 5., Róma) országos csúcs
- 1:49,17 (1995. július 18., Budapest) országos csúcs

200 m vegyes
- 1:59,91 (1996. július 26., Atlanta) olimpia csúcs

200 m vegyes, rövidpálya
- 1:54,65 (2000. március 24., Minneapolis) világcsúcs-beállítás[1]

### Edzői
- Nevelőedzője: Banka Péter
- Edzői: Széchy Tamás és Michael A. Chasson.

### Sporttisztviselőként
2005-től 2009-ig a FINA (Nemzetközi Úszószövetség) Sportolói Bizottságának volt tagja volt. 2005-től a MOB tagja. 2008-tól a Magyar Úszószövetség Elnökségi tagja. 2013 decemberében a Magyar Szabadidősport Szövetség elnökének választották. 2014 januárjában a Magyar Olimpiai Bizottság szabadidősportért felelős tagozatának lett a vezetője.
2015 októberében beválasztották a nemzetközi szabadidősport világszervezet (TAFISA) elnökségébe.

## Köztisztviselőként
2010. június 2. és 2012. október 7. között a Nemzeti Erőforrás Minisztériumának sportügyeket felügyelő államtitkára volt. Ezt követően a Nemzeti Sport Intézet (NSI) főigazgatójának nevezték ki. Később a Nemzeti Sportközpontokban a Nemzeti Sportinformációs Rendszer fejlesztési igazgatója lett.

## Díjai, elismerései
- Magyar Köztársasági Bronz Érdemkereszt (1992)
- A Magyar Köztársasági Érdemrend tisztikeresztje (1996)
- Az év magyar úszója (1996, 2000)
- A magyar úszósport halhatatlanja (2014)[11]

## Tanulmányai
- Testnevelési Egyetem, szakedző (1998)
- Arizona State University szociológus diploma (2004)
- Corvinus Egyetem, szociológus-közgazdász diploma (2006)

## Családja
Nős, felesége Czene-Bánhidi Petra táncpedagógus, koreográfus, többszörös argentin tangó világbajnok. 2017 novemberében született meg első gyermekük, Laura.